# California Breed
California Breed war der Name einer Rockband, die 2013 von den Musikern Glenn Hughes (Bass, Gesang) und Jason Bonham (Schlagzeug) als Nachfolgeprojekt der Band Black Country Communion gegründet wurde. Derek Sherinian, der bei Black Country Communion Keyboards spielte, gehörte nicht mehr zu dieser Gruppe. Neu zur Band gehörte der im Vergleich mit den anderen Mitgliedern junge Gitarrist namens Andrew Watt. 2015 gab die Gruppe ihre Auflösung bekannt.

## Geschichte
Nach dem vorläufigen Ende der Band "Black Country Communion", das durch den Ausstieg von Gitarrist Joe Bonamassa eingeleitet wurde, beschlossen Hughes und Bonham, weiterhin gemeinsam Musik zu machen. Während einer Fotoausstellung von Julian Lennon im Jahr 2013 machte Lennon Glenn Hughes mit dem jungen Gitarristen und Sänger Andrew Watt aus New York bekannt. Kurz darauf schrieben sie in Los Angeles bereits gemeinsam erste Songs, von denen Chemical Rain und Solo so überzeugend waren, dass sich die drei Musiker über eine Zusammenarbeit einig wurden. 
Beide Titel sind auch Teil des von Dave Cobb (u. a. Rival Sons) produzierten Debütalbums der Band, das in Cobbs Studio in Nashville aufgenommen und am 14. Mai 2014 veröffentlicht wurde. Als erste Single wurde das Lied Midnight Oil ausgekoppelt.
Hughes beschrieb die Musik des Trios so: „Es ist richtiger Rock. Aber gleichzeitig klingt das Material auch zeitgemäß. Andrew ist genauso sehr von Mick Ronson beeinflusst wie von Jimmy Page.“ „California Breed ist echter Rock 'n' Roll - gemacht für genau diesen Moment.“
An der auf die Veröffentlichung folgenden Tournee nahm Jason Bonham jedoch nicht teil, weil er die Band verlassen hatte, um Sammy Hagar auf dessen Tournee zu begleiten. Er wurde durch Joey Castillo ersetzt.
Nachdem die Tour der Band im Dezember 2014 geendet hatte, gab man im Januar 2015 die Auflösung bekannt.

## Diskografie
- 2014: California Breed